# Lijst van beelden in Waalre
Dit is een (onvolledige) chronologische lijst van beelden in Waalre. Onder een beeld wordt hier verstaan elk driedimensionaal kunstwerk in de openbare ruimte van de Nederlandse gemeente Waalre, waarbij beeld wordt gebruikt als verzamelbegrip voor sculpturen, standbeelden, installaties, gedenkltekens en overige beeldhouwwerken.
Voor een volledig overzicht van de beschikbare afbeeldingen zie: Beelden in Waalre op Wikimedia Commons.
| Geplaatst | Omschrijving                | Kunstenaar       | Straat                                | Plaats | Materiaal | Afbeelding |
| --------- | --------------------------- | ---------------- | ------------------------------------- | ------ | --------- | ---------- |
| 1911      | Sint Wilgefortis            |                  | Hoogstraat, klooster                  | Waalre |           |            |
| 1921      | Heilig Hartbeeld            | Jan Custers      | Markt                                 | Waalre |           | Hartbeeld  |
| 1968      | Antoon Coolen-monument      | Hans Goddefroy   | Oude Torenstraat, St.Willebrorduskerk | Waalre |           |            |
|           | Gevelbeeld van Sint-Barbara |                  | Dorpsstraat, klooster                 | Aalst  |           |            |
| 1973      | De Weever                   | Fons Bemelmans   | Markt                                 | Waalre | brons     | De Weever  |
| 1979      | Mie Peels                   | Niek van Leest   | Den Hof                               | Aalst  | brons     |            |
| 2015      | Franciscanes                | Cornelis Le Mair | Dorpsstraat                           | Aalst  | brons     |            |
| 1984      | Een Opengeslagen Boek       | Peter Hermans    | De Leesakker                          | Aalst  |           |            |
| 1984      | Willibrordus                | René Coolen      | Gemeentehuis, tuin                    | Waalre |           |            |
| 1986      | De Keiendrager              | Niek van Leest   | Den Hof                               | Aalst  |           |            |
| 1992      | Het gilde monument          | René Coolen      | Hoogstraat                            | Waalre |           |            |
| 1993      | De poort van Waalre         | Huib Fens        | Willibrordusstraat                    | Waalre |           |            |
| 1994      | Dans om de Aarde            | Toon Slegers     | Raadhuisstraat                        | Aalst  |           |            |
| 1994      | Bevrijdingsmonument         | Karel Zijlstra   | Iman van den Boschlaan                | Aalst  | brons     |            |
| 1999      | Pau Bijnen (buste)          | Jac van Someren  | Hoogstraat                            | Waalre |           | Pau Bijnen |